# CBS Reality
CBS Reality is een Europese televisiezender met realityseries. De zender begon onder de naam Reality TV op 1 december 1999. Vanaf 31 december 2023 is cbs reality niet meer te zien in Nederland en België.

## Geschiedenis
Reality TV werd gelanceerd op 1 december 1999 door UPCtv in samenwerking met Zone Vision. In 2005 werd Zone Vision overgenomen door UnitedGlobalCom (Liberty Global), deze was al eigenaar van UPC. De zenders werden ondergebracht bij dochteronderneming Chellomedia. Een jaar later op 26 juni 2006 werd de zender hernoemd tot Zone Reality.
Op 14 september 2009 ging Chellomedia een samenwerkingsverband aan met CBS Studios International. Dit resulteerde opnieuw in een naamswijziging. De zender werd in Engeland gewijzigd in CBS Reality op 16 november 2009. De rest van Europa, waaronder Nederland en Vlaanderen, volgden pas op 3 december 2012.
Op 2 februari 2014 werd Chellomedia overgenomen door AMC Networks en vervolgens op 8 juli 2014 gewijzigd in AMC Networks International.
Op 30 juni 2022 is Ziggo gestopt met het doorgeven van CBS Reality. Op 31 december 2023 was de zender ook gestopt en het kanaal verdwijnt per 2024. 
Lijst van televisiekanalen in Nederland